# Sanche de Roussillon
 (mars 2012).
Si vous disposez d'ouvrages ou d'articles de référence ou si vous connaissez des sites web de qualité traitant du thème abordé ici, merci de compléter l'article en donnant les références utiles à sa vérifiabilité et en les liant à la section « Notes et références ».
Sanche de Roussillon ou Sanche d'Aragon (1161 - 1223) est un prince aragonais des XIIe et XIIIe siècles. Il fut comte de Cerdagne à partir de 1168, comte de Provence entre 1181 et 1185 (ou 1181-1193) et comte de Roussillon entre 1181 et 1212. On le connaît aussi sous les noms de Sanche de Roussillon, Sanche de Cerdagne ou même Sanche de Barcelone.

## Biographie
Sanche est le plus jeune fils de (Liste des comtes de Barcelone) Raimond-Bérenger IV de Barcelone et de la reine d'Aragon Pétronille.
Dans le testament de son père, Sanche et son frère Pierre sont mentionnés comme des héritiers éventuels de leur frère aîné le roi Alphonse II d'Aragon, si jamais ce dernier venait à ne pas avoir de descendance. Mais contrairement à son autre frère aîné Pierre, Sanche ne reçoit aucun titre particulier. En 1168 toutefois, le conseil de régence, qui gouverna l'Aragon pendant la minorité d'Alphonse II d'Aragon, s'accorde pour lui céder le comté de Cerdagne, initialement donné à Pierre. Sanche conservera le comté jusqu'à sa mort.
Après l'assassinat de son frère Pierre d'Aragon, connu à partir de 1173 comme Raimond-Bérenger IV de Provence, en 1181, le roi Alphonse II (Alphonse Ier en Provence) accepte de lui céder le comté  de  Provence. La coutume voulait cependant que même s'ils devenaient comte et gouvernaient effectivement un fief, les princes d'Aragon apanagés restent sous la domination du roi, ils n'agissaient que comme de simples délégués du roi. Ainsi en 1185 ce même roi qui lui avait accordé le puissant comté de Provence décide de destituer son frère, considérant qu'il a signé un traité de paix illégal avec le comte de Toulouse et les Génois, grands ennemis de l'Aragon. 
Il épouse en premières noces, avant 1184, Ermesenda de Rocabertí, fille de Geoffroy de Rocabert et Ermesenda de Vilademuls. En 1185, il épouse Sancha Nunez de Lara, fille du comte Nuno Pérez de Lara et de la comtesse Thérèse Fernandez de Traba. Il eut un fils de cette dernière, Nuno Sanche.
La mort de son neveu, le roi Pierre II le Catholique, qui essayait de libérer le Languedoc de la domination française, à bataille de Muret en 1213 va plonger le royaume d'Aragon dans la tourmente. La situation est désastreuse, le fils et seul héritier de Pierre, Jacques, n'a que 5 ans et est retenu captif par Simon de Montfort. Les notables aragonais, emmenés par Sanche, envoient une supplique au pape Innocent III pour que l'enfant leur soit rendu. 
En 1214, Simon de Montfort accepte sous la pression du pape de le rendre aux Catalans. Selon le testament de Marie de Montpellier, il est confié en 1215 aux Templiers, qui l'élèvent au château de Monzón en même temps que son cousin le comte Raymond-Bérenger V de Provence. Durant toute son enfance, la régence de la Couronne d'Aragon est assurée par Sanche, grand-oncle du roi.
Il restera régent jusqu'en juillet 1218, date à laquelle, sous les pressions des factions nobles, il cède la régence à son fils Nuno Sanche. Le bilan de sa régence est dans l'ensemble assez positif puisqu'il met en place un système d'imposition efficace pour éviter la faillite de la Couronne. Sur le plan militaire, il a également mené une série de campagnes réussies pour tenter d'évincer Simon de Montfort en Languedoc, le point culminant étant la conquête de Toulouse à l'été 1217. Sa mise à l'écart a finalement mis fin aux efforts qu'il avait entrepris. Sa régence a cependant annoncé le règne restaurateur de Jacques le Conquérant.
Note : Raimond-Bérenger II vicomte de Millau et comte de Provence (associé à son neveu mineur Raimond-Bérenger III de 1144 à 1161) donne en 1158 aux chevaliers du Temple (...) la petite ville de Sainte-Eulalie-du-Larzac où ils établirent dès lors une de leurs plus belles commanderies. Quelques années après le 5 août 1184 Sanche d'Aragon fait don aux mêmes chevaliers du péage que lui et ses prédécesseurs avaient coutume de lever dans le même lieu. Pages 1 et 2 du livre : Ordres équestres : Documents sur les Ordres du Temple et de Saint-Jean-de-Jérusalem en Rouergue (par H. de Barrau (1794-1863)), 1861.